# ITU-R BT 601
ITU-R-Empfehlung BT.601 (alte Bezeichnung: CCIR 601) ist ein Standard, der durch den CCIR (jetzt ITU-R) veröffentlicht wurde und der festlegt, wie digitale interlaced-Video-Signale zu kodieren sind. Er enthält Methoden, analoge Fernsehsignale mit einer Bildrate von 60 Hz und 525 Zeilen oder alternativ dazu mit einer Bildrate von 50 Hz und 625 Zeilen zu digitalisieren.

## Frequenzen
Die Timings des CCIR-601-Signals entsprechen weitgehend denen der analogen Vorläufer, so dass eine Umwandlung sowohl in die eine als auch in die andere Richtung ohne großen Aufwand möglich ist. Es sind somit auch Zeitbereiche für die Synchronisationssignale und die Austastlücken des analogen Signals vorgesehen. Der Pixeltakt beträgt unabhängig von der Bildwiederholrate 13,5 MHz.
Bei der 50-Hertz-Version ist die Dauer einer Zeile genau wie beim analogen Fernsehsignal auf 64 µs festgelegt, woraus sich eine nominelle horizontale Auflösung von 864 Pixeln pro Zeile ergibt. Von den 64 µs müssen noch die 12 µs für das Austastsignal abgezogen werden. Für die sichtbare Zeile bleiben also 52 µs. Der aktive Bereich einer Zeile ist mit 53 ⅓ µs (720 Pixeln) etwas breiter als beim analogen Standard mit 52 µs (entspricht 702 Pixeln). Auch in der Bildhöhe steigt der aktive Bereich: es sind nun 576 sichtbare Zeilen statt bisher 574 ganzen und je einer halben rechts oben und links unten. Bei der Digitalisierung eines analogen Signals ergeben sich daher kleine schwarze Ränder.
Die Norm sagt nichts darüber aus, ob und wie ein digitales Signal in ein analoges zurückzuverwandeln ist.

## Farbkodierung
CCIR 601 besagt weiter, dass die Farbsignalwerte Cb und Cr von jedem zweiten Pixel zu übergehen sind. Dieses Farbmodell wird YCbCr-4:2:2 genannt, entsprechend dem Verhältnis der drei Werte Helligkeit, Farbabweichung Blau/Gelb und Farbabweichung Rot/Türkis. Für zwei aufeinanderfolgende Pixel werden also die beiden Helligkeitswerte Y1 und Y2 sowie die beiden Farbdifferenzwerte in der Reihenfolge Cb:Y1:Cr:Y2 abgelegt. Dabei sind die Helligkeitswerte mindestens mit 8 Bit, die Farbabweichungswerte mindestens mit 4 Bit zu quantisieren. Im Studiobereich werden alle Werte mit der höheren Auflösung von 10 Bit quantisiert.

## Hilfssignale
Bei CCIR 601 (genauer: CCIR 656) werden die Synchronisationssignale des analogen Videosignals nicht digitalisiert übertragen. Stattdessen wird der sichtbare Videobereich durch spezielle digitale Synchronisationssignale markiert, welche den Anfang (SAV = Start of Active Video) und das Ende (EAV = End of Active Video) einer Videozeile signalisieren. Zwischen SAV und EAV wird die digitalisierte Videoinformation übertragen. Die Zeitbereiche zwischen EAV und SAV werden entweder mit bedeutungslosem Inhalt gefüllt, oder es werden darin beispielsweise digitale Audiodaten eingebettet. Entsprechende Geräte nennt man Embedder. Bei 8-Bit-Systemen wird mit den speziell dafür reservierten Werten 0x00 (0) und 0xFF (255) die SAV und EAV Signale in der Form 0xFF, 0x00, 0x00, 0xYY kodiert. Der Wert 0xYY ist ein Bitfeld und definiert dabei, ob es sich um einen Zeilenanfang bzw. ein Zeilenende, einen Bildanfang bzw. ein Bildende oder um ein gerades bzw. ungerades Halbbild (Field) handelt.
Das zeitliche Erhalten der horizontalen und vertikalen Austastlücken im digitalen Datenstrom ist notwendig, um den zeitlichen Bezug zwischen den dargestellten analogen Videosignalen und deren digitaler Abbildung zu gewährleisten. Ohne das Erhalten dieser Bereiche würde bei gleicher Bildwiederholrate die Zeilenfrequenz der analogen und digitalen Videodaten nicht übereinstimmen, was zur Folge hätte, dass bei der Umwandlung ein komplettes Bild zwischengepuffert werden müsste.

## Schnittstellen
Die erste Version von CCIR 601 definierte nur eine parallele Schnittstelle, aber spätere Versionen führten die bit-serielle Familie serieller digitaler Videosignale ein (besser bekannt als SDI), die jetzt allgemein verwendet werden. Das 8-Bit-Serienprotokoll wurde früher in der D-1-Digitalband-Aufnahme verwendet. Es quantisiert auch die Farbdifferenzwerte mit 8 Bit und kommt gemäß Y1:Y2:Cb1:Cr1 somit auf eine Datenrate von
13,5 MHz × 1/2 × (8 bit + 8 bit + 8 bit + 8 bit) = 216 Mbit/s
Moderne Standards gebrauchen eine Kodiertafel, die ein bis zwei Prüfbits hinzufügt. Die 9-Bit-Serienversion hat eine Datenrate von 243 Mbit/s. Die in der D5-Digitalband-Aufnahme verwendete 10-Bit-Version hat eine Datenrate von 270 Mbit/s.
Es gibt eine 8-Bit-Version, in der nur der eigentliche Bildbereich übertragen wird. Diese benötigt 165,9 Mbit/s.
Da laut Spezifikation die digitalen Werte 0 und 255 als Synchronisationswerte genutzt werden, wird der gültige Helligkeits- und Farb-Wertebereich verkleinert. Daher stehen der Luminanz (Y) 220 Werte zur Verfügung (16 … 235) um eine ausreichende Pufferzone ober- und unterhalb der gültigen Werte zu erzielen. Diese Bereiche nennt man Head- und Footroom, welche dem Auffangen eventueller (ungültiger) Überschwinger dienen, ohne die Synchronisation zu gefährden.
Die Chrominanz (Cb,Cr) wird jeweils auf 225 gültige Werte (16 … 240) abgebildet, wobei der Wert 128 den Nullpunkt und somit den farblosen Zustand der beiden Farbsignale definiert. In diesem Bereich kann nun ein reines Schwarz-Weiß-Bild, bzw. eine Graustufe übertragen werden.

## Anwendung
Das CCIR-601-Videorasterformat ist in mehreren späteren Standards einschließlich MPEG wiederverwendet worden. Die FourCC-Kennung für einen CCIR-601-Datenstrom lautet V422.